# Усть-Воктым
Усть-Воктым — поселок в составе сельского поселения Кузьёль Койгородского района Республики Коми. Численность населения посёлка на 2023 год — 13 человек.

## Географическое положение
Поселок расположен примерно в 17 километрах на юго-восток по прямой от центра сельсовета поселка Кузьёль и примерно в 20 километрах на юг от районного центра села Койгородок.

## Климат
Климат умеренно-континентальный с наименее суровыми условиями. Лето короткое, средняя продолжительность безморозного периода 102 дня, зима длинная, холодная, с устойчивым снежным покровом. Средняя годовая температура воздуха составляет 1 ºС. Среднемноголетнее количество годовых осадков 622 мм.

## История
Посёлок возник не ранее 1930-х годов. Судя по местоположению в лесной зоне и национальному составу жителей представлял собой типичный поселок лесозаготовителей.

## Население
| 2010 |
| ---- |
| 43   |

В 1970 году в поселке жили 482 человека. В 1979—313 человек, а в 1989—224 человека.. В 2002 году был учтен 141 постоянный житель (30 % коми, 54 % русские).